# Čupřina
Der Čupřina (deutsch Schopf) ist ein 865 m hoher Berg im Oberpfälzer Wald (tschechisch Český les). Sein Gipfel liegt unweit der deutschen Grenze auf dem Gebiet der Tschechischen Republik in der Gemeinde Stará Voda (deutsch Altwasser) und dort in der Katastralgemeinde Nové Mohelno (Neumugl).
Am Osthang des Čupřina befindet sich das Quellgebiet des Hamerský potok (Hammerbach).